# Яковлев, Иван Андреевич
Иван Андреевич Яковлев (1798 — не ранее 1856) — генерал-лейтенант Русской императорской армии, топограф, начальник штаба Отдельного Сибирского корпуса.

## Биография
Родился в 1798 году и происходил из дворян Санкт-Петербургской губернии. 
На службу поступил 9 сентября 1815 года колонновожатым в Свиту Его Императорского Величества по квартирмейстерской части. 
В 1816—1818 годах находился при съёмке Новой Финляндии, после чего был назначен в канцелярию генерал-квартирмейстера главного штаба. В апреле того же года он был командирован на съёмку в Новгородскую губернию. Произведённый 22 апреля 1822 года в поручики Иван Андреевич Яковлев за отличие по службе был переведён 3 августа 1823 года в гвардейский генеральный штаб и уже через два года был произведён командованием в капитаны. 
С началом русско-турецкой войны 1828—1829 гг. И. А. Яковлев с войсками Гвардейского корпуса выступил из Санкт-Петербурга. Перейдя Дунай и турецкую границу и направляясь вдоль берега Чёрного моря, прошёл Исакчу, Бабадах, Кистенджи и дошёл до крепости Варны, в осаде которой с 12 сентября принимал активное участие; был награждён орденом Св. Владимира 4-й степени (31.01.1829).
После штурма и взятия Варны он был направлен со второй бригадой легкой гвардейской кавалерийской дивизии для преследования неприятеля до реки Камчик; где 3 октября участвовал в сражении, по окончании которого (5 октября) вернулся под Варну, а затем, следуя в войсках гвардейского корпуса, расположился за Дунаем на кантонир-квартирах. 
В январе 1829 года Яковлев, с соизволения великого князя Михаила Павловича, был командирован в действующие войска 2-й армии, с назначением состоять при генерал-квартирмейстере. Назначенный дивизионным квартирмейстером 3-й гусарской дивизии, Яковлев 19 июня прибыл в лагерь под Силистрией, а 25 числа 1829 года возвратился обратно на позиции при крепости Шумле, а затем к Янибазару. 28 июля Яковлев принял участие в сражении со значительными турецкими силами, которые были разбиты и опрокинуты. В августе он находился в поисках, произведенных около крепости Шумлы, в осаде одного из средних турецких укреплений и оставался до прекращения военных действий по случаю заключения мира. 
25 сентября 1829 года Иван Андреевич Яковлев был командирован на военно-топографическую съемку окрестностей реки Камчик. С февраля по 13 декабря 1830 года он исправлял должность обер-квартирмейстера 3-го пехотного корпуса, с которым возвратился в Россию через Сатуново и Поркалы. В том же году Яковлев был назначен исправлять должность обер-квартирмейстера оставшихся в Петербурге войск гвардейского корпуса, а в следующем году был произведен в полковники, с оставлением в гвардейском генеральном штабе. 
Приказом по генеральному штабу от 27 января 1832 года И. А. Яковлев был назначен начальником топографической съемки Гродненской губернии, а в апреле того же года переведен в Генеральный штаб.
16 октября 1837 года Иван Андреевич Яковлев был назначен обер-квартирмейстером в отдельный корпус внутренней стражи и 16 апреля 1841 года за отличие по службе произведен в генерал-майоры. 
16 марта 1842 года Яковлев был назначен начальником топографической съемки Волынской губернии, а спустя три года — членом со стороны Военного министерства в комиссию для приведения в известность количества и качества земель, занимаемых Уральским казачьим войском и киргизами внутренней Букеевской Орды. Для этой цели он был послан в город Оренбург. 
Вернувшись обратно в 1846 году, Иван Андреевич Яковлев оставался в столице по делам означенной комиссии. В 1848 году он был назначен начальником штаба отдельного Сибирского корпуса и за отличие по службе был произведен в 1853 году в генерал-лейтенанты, с оставлением в настоящей должности, а 25 декабря 1856 года был освобождён от этой должности и причислен к армейской пехоте. 

## Награды
Служба И. А. Яковлева как строевого офицера и как военного топографа неоднократно отмечались драгоценными подарками, Высочайшими благоволениями, орденами и медалями. Из знаков отличия он имел ордена: Святого Станислава 1-й и 2-й (22.08.1831) степеней, Святого Георгия 4-го класса (за выслугу; № 6402; 05.12.1841), Святой Анны 1-й степени с мечами над орденом и 2-й степени с императорской короной и 3-й степени (22.08.1827), шпагу с надписью «За храбрость» и медали «За турецкую войну» 1828—1829 гг. и «В память войны 1853—1856 гг.».